# Паравани (езеро)
Паравани (на грузински: ფარავნის ტბა – Паравнис тба; на арменски: Փարվանա լիճ – Парвана лич) е най-голямото езеро в Грузия. Намира се в историческата област Самцхе-Джавахети, между Самарския и Джавахския хребети в южната част на страната. Разположено е в Ниноцминдски муниципалитет, в близост до границите с Армения и Турция.

## География
Паравани е формирано като резултат от вулканично-тектоничен катаклизъм на територията на Малък Кавказ. Предполага се, че това е станало преди 200 до 300 хиляди години. Разположено е на 2073 м надморска височина, с площ 37,5 км2. Въпреки размерите му, то е сравнително плитко – максималната му дълбочина е 3,3 м, а минималната – 2,20 м. Обемът на водата в езерото е 91 млн. м3. Нивото ѝ е най-високо през май и юни и най-ниско през октомври и ноември. Разликата между максимума и минимума на равнището ѝ е 70 см. Прозрачността е много слаба, на 4 см под повърхността вече не се вижда нищо.
Езерото се захранва от снеготопенето, валежите, подземните води и от три реки – Шаори, Сабадосцхали и Родионовкис Цкали (Родионовкисцкали). От него изтича само една река с едноименното название Паравани, приток на река Кура.

## Климат
Климатът в областта е суров. Студовете продължават от средата на есента до средата на пролетта. През зимата езерото се покрива с лед, дебелината на който достига до 73 см. Замръзва през ноември – декември, а ледовете се стопяват през април.

## Население
В околността на Паравани има няколко села, основани от духоборци, привърженици на християнска секта. Названието им се появява през 1785 г. заради факта, че учението им противоречи на теорията за Светия дух. Те са многобройни и се появяват в Грузия още по времето на Николай I. Днес обаче наброяват едва няколко хиляди души и всяка година броят им намалява. Основаните от тях села са Гореловка, Ждановка, Спасовка и град Ниноцминда. В наши дни в околността са останали само 150 от тях, живеещи в Гореловка.
През годините мирните духоборци все по-трудно съжителстват с борбените планинци. Като резултат, през 1990 г. голяма част от населението на тези села емигрира в Русия, а друга – в Канада. В Канада в наше време привържениците на Духоборството наброяват около 30 000.

## Археология
На дъното на езерото е открита археологическа конструкция, изградена от недялан базалт, с обща площ 900 м2. Изучаването на обекта става от група учени, обединени в общия проект „Езеро Паравани“. Ръководител е професорът от Тбилиския университет Вахтанг Личели. Привлечени са археолози, хидролози, геоморфолози, климатолози, водолази и учени от други специалности. Те стигат до единното мнение, че откритият обект е погребална могила от Бронзовата епоха. Съоръжението и територията около него носят свидетелства за три епохи – Бронзова, Античност и Средновековие.
Извадени на повърхността са множество битови и кухненски принадлежности – съдове с най-различна форма и големина, рисувани керамични изделия и много други вещи. Намерени са фрагменти от домакински керамични съдове и различни видове чаши с прекрасни рисунки. Украсени са с геометрични фигури и растителни орнаменти с преобладаващи зелен, бял и кафяв цвят. Положената глазура говори за голямото майсторство на грънчарите и художниците от онова време. Учените стигат до извода, че това са предмети от 4 век пр.н.е. Най-старите находки са датирани към ІІ хилядолетие пр.н.е. За многото години, прекарани под водата, находките са изключително добре запазени.
Предполага се, че преди векове езерото е било с доста по-малки размери, но заради някакъв природен катаклизъм нивото на водата в него се е увеличило рязко. При заливането на бреговата ивица могилата се оказва под вода. Предполага се, че това е станало през 13 век.

## Забележителности
- Недалеч от езерото, в село Фока, се намира храмът „Света Нино“ от средата на 11 век, реставриран през 1990-те години. При него има манастир и цех за приготвяне на сирене от вид, който се произвежда само на това място.[6]
- Крепостта Хертвиси. В началото на това място е издигната църква, после се появява крепостта и постепенно около нея се оформя град. Почти е разрушена от монголите, по-късно е завзета от турците и чак през 1828 г. е освободена.[6]
- Каменната крепост Шаори също се намира в близост до езерото, на надморска височина 2700 м. Изградена е през Бронзовата епоха.[6]
- В околностите на Паравани са открити погребална могила и светилище от бронзовия период, създадени приблизително през ІІ хилядолетие пр.н.е. Светилището е на 2 – 3 етажа и е изградено изцяло с циклопска зидария от огромни каменни блокове, скрепени без никакъв разтвор. Запазени са даже улици, стаи и други.[2]

## Флора и фауна
Бреговете на езерото са заети от красиви алпийски ливади. През лятото те са изпъстрени с буйно растящи метличини, макове и много други видове полски цветя. Тъй като районът е с много сурова зима, около езерото не растат никакви дървета.
Взето е решение Паравани и прилежащите му територии да бъдат обявени за зона за екологичен туризъм. Във връзка с това се планира да бъдат засадени 5000 кавказки борове, които могат да оцелеят и да се развиват добре през мразовитите месеци.
Езерото е богато на риба. В него се въдят лъчеперки, кефал, пъстърва, рутилус и шаран. Популацията на ихтиофауната на Паравани обаче, намалява много бързо, но все още не се провежда никакво зарибяване.  Жителите на селата Пога и Родионовка ловят риба в езерото с мрежи, които престояват в него денонощно. Създадената екологична полиция вече задържа рибарите и налага глоби, така че бракониерството почти е спряно.

## Екология
Поради масовия риболов, замърсяването от кални и канализационни води и несъвършенството на някои хидрологични съоръжения, екологичният баланс в Паравани е нарушен. Замърсяването става най-често в дъждовно време, когато голяма маса кални и канализационни води се оттичат в езерото. След това, при затопляне на езерото и маловодие, процесът на смесване на пластовете, бедни и богати на кислород, не настъпва. Вследствие на това в езерото не се провежда самоочистване на водите и се получава биологичен недостиг на кислород.
Когато рибата намалява, водораслите, за развитието на които е нужна фотосинтеза, се увеличават. Дребният фитопланктон, привлечен от светлината се изкачва към повърхността, където се извършва фотосинтезата. Размножавайки се, той покрива значителна част от водната повърхност, закривайки пътя на светлината надолу към водораслите на дъното. Това нарушава развитието им и намалява естествената храна и процеса на размножаване на рибите. Под въздействие на слънцето и дъжда фитопланктонът на повърхността започва да се разлага и се появяват микроорганизми, които отравят водата. Това води до загиването на част от рибите и дори на домашен добитък от околните села, който ползва езерото за водопой.

## Легенда
Някога, между планините Абул и Мтин, съществувала държавата Паравана. Царят на страната имал прекрасна дъщеря, която много обичал и с която живеели в богат замък. Когато момичето пораснало, царят разпратил във всички посоки пратеници за да съобщят, че принцесата си търси съпруг. Пред двореца се събрала голяма тълпа от претенденти за ръката ѝ, които, по предложение на царя, трябвало да се бият помежду си, за да си избере принцесата най-достойния мъж. Но девойката била против такова кръвопролитие, в което ще бъдат убити много млади хора. Затова тя променила правилата и обявила, че ще се омъжи за този, който ѝ донесе неугасим огън.
Минали много години, но нито един от прекрасните младежи така и не се върнал. Никой не донесъл неугасимия огън на принцесата, въпреки че тя ден и нощ очаквала смелия храбрец. Отчаяна от дългото чакане, престарялата вече принцеса горко заплакала. Плакала толкова дълго, че сълзите ѝ постепенно образували езеро, в което били потопени и замъкът и цялото царство Паравана.